# Janibek Khan
Janibek Khan (kazakh : Жәнібек-хан (Әбу Сейід) ou جٵنٸبەك حان) (142-—1480) est un khan kazakh, qui fonda le Khanat kazakh avec son frère Kereï Khan et qui le dirigea de 1474 à 1480. Il est l'un des héros emblématiques du Kazakhstan.

## Autres noms
Dans la documentation écrite, on le trouve sous d'autres noms, comme Djanibek Khan ou Az-Janibek, ou encore sous son autre nom arabe Abou Sa'ïd.

## Parenté et filiation
Il existe de nos jours deux versions de l'établissement de la première dynastie de khans kazakhs. Une version les fait descendre de la maison Orda-Ejdena, l'autre les fait descendre du 13e fils de Djötchi, Touka-Timour.
Janibek était fils de Barak Khan (en), et engendra lui-même neuf fils.
Janibek était apparenté à Kereï Khan.

## Biographie
Dans la seconde moitié des années 1450, une partie du peuple nomade dirigée par les sultans Janibek et Kereï s'est séparée du peuple chaybanide de Coumanie dirigé par Abu-l-Khayr et a migré au Mogholistan, s'installant le long du Tchou et du Kozy-Bachi. Le Khan du Mogholistan s'est allié avec eux, comptant sur leur soutien dans sa lutte contre ses ennemis. Environ 200 mille nomades, touchés par des guerres féodales sans fin, se sont ainsi réunis autour de Janibek et de Kereï, leur conférant un pouvoir certain, au point qu'Abu-l-Khayr envisagea en 1468 une expédition guerrière au Mogholistan - expédition qu'il ne put achever parce qu'il mourut entre-temps. La transhumance des kazakhs Janibek et Kereï a été une étape importante dans la formation du Khanat kazakh. 
En 1468, Abu-l-Khayr mourut, et le pouvoir revint à son fils Chaykh-Khaydar. Tous les adversaires d'Abu-l-Khayr s'unirent et menèrent une lutte active, si bien que le règne de Chaykh-Khaydar fut de courte durée. Après l'assassinat de ce dernier, Kereï reçoit du khan sibir Ibak autorité sur la Coumanie Orientale, et confère à son frère Janibek la direction de la partie Ouest. Janibek établit son quartier général à Saraïtchik, située dans le cours inférieur de l'Oural, c'est-à-dire au centre du Manghit nomade. Il fit du chef manghit Moussa son beylerbey. Sous l'égide de Janibek, les kazakh ont ensuite migré à l'Ouest du Kazakhstan actuel. Par la suite, au milieu des années 1470, quand Kereï mourut, Janibek occupa la place de son frère, retournant à l'Est. Après la mort de Janibek, les Nogaïs refusèrent de se soumettre à son successeur Kassim, et la Horde Nogaï se sépara du Khanat kazakh. À cette époque, le peuple du Khanat kazakh avait cru, parallèlement à leurs territoires. Leur nombre atteignait les 200 mille personnes.
C'est au cours de ces migrations que le peuple kazakh s'est formé. À la fin du XVe siècle, le terme «қазақ» (kazakh) avait une acception politique, désignant les fiefs féodaux de Janibek et de Kereï, mais au début du XVIe siècle, après la migration sur le territoire du Kazakhstan actuel, le terme a acquis une connotation ethnique.
Il n'y a pas de témoignage des actes de Kereï et de Janibek concernant le développement du Khanat kazakh, la fin de sa vie et sa mort. Son nom apparaît pour la dernière fois dans les annales historiques en 1473. 

## Monument
Le 1er juillet 2010 à Astana à côté du musée du premier président du Kazakhstan et en la présence de Nursultan Nazarbayev a été inauguré un monument à la mémoire des khans Kereï et Janibek réalisé par le sculpteur Renata Abenova. La hauteur du monument est de 12 m, et son poids de 16,2 t.